# 达陶
达陶（Dhatau），是印度马哈拉施特拉邦赖加德县的一个城镇。总人口5035（2001年）。

## 人口
该地2001年总人口5035人，其中男性2815人，女性2220人；0—6岁人口680人，其中男377人，女303人；识字率71.96%，其中男性为77.73%，女性为64.64%。